# Asthenosoma ijimai
Espèce
Asthenosoma ijimai est une espèce d'échinoderme de la famille des Echinothuriidae.

## Description
Son diamètre maximale est de 25 cm. Il ressemble beaucoup à A. varium, mais possède des sutures radiaires marquées d'une ligne rouge, et a des piquants plus clairement répartis en rectangles longitudinaux. Ceux-ci sont clairs (souvent du blanc au bleu violacé), et le test rouge pâle. Les piquants primaires de la face orale ne sont pas annelés, et les tubercules primaires sont arrangés d'une manière unique.

## Habitat et répartition
Il est présent dans les eaux tropicales de la zone centrale Indo-Pacifique, principalement le Pacifique ouest du Japon aux Moluques et peut-être jusqu'en Australie orientale, entre 20 et 300 m de profondeur. 

## Écologie et comportement
Il se nourrit d'algues, qu'il broute sur le fond.